# Cryptonanus unduaviensis
Cryptonanus unduaviensis é uma espécie de  marsupial da família Didelphidae. Endêmica da Bolívia. Era considerada um sinônimo do Gracilinanus agilis, mas foi elevada a espécie distinta no gênero Cryptonanus.